# Szybowniczek rudogrzbiety
Szybowniczek rudogrzbiety (Santamartamys rufodorsalis) – gatunek gryzonia z rodziny kolczakowatych (Echimyidae). Spotyka się polską nazwę „szczur drzewny Świętej Marty”.
Wyglądem zewnętrznym zbliżony do myszowatych.
Jego przedstawiciele występują w górach Sierra Nevada de Santa Marta w północno-wschodniej Kolumbii w Ameryce Południowej. Zasiedlają północno-zachodnią część tych gór, bytując w górnym zasięgu lasu tropikalnego i w dolnym zasięgu wilgotnych lasów mglistych. Ekologia tego gatunku jest nieznana, gdyż jest on bardzo słabo zbadany.
Przez długi czas po wykryciu gatunek był uważany za wymarły, do 2011 r., gdy wykryto pojedynczego osobnika na terenie rezerwatu El Dorado. Po tym fakcie zaliczony w Czerwonej księdze gatunków zagrożonych do kategorii CR (gatunek krytycznie zagrożony).